# Pollenia townsendi
Pollenia townsendi är en tvåvingeart som beskrevs av Senior-white, Aubertin och John Smart 1940. Pollenia townsendi ingår i släktet vindsflugor, och familjen spyflugor. Inga underarter finns listade i Catalogue of Life.